# 卡卓语支
卡卓语支是彝语支一支语言，首先由Lama (2012)提出。有5种语言。
- 卡卓语
- 撒慕语
- 撒涅语
- 撒都语
- 孟武语

撒梅语可能也属于卡卓语支。
Bradley (2007)则将卡卓语支归入北部彝语，还认为撒慕语和撒涅语与纳苏语关系密切。:349-424